# Kassari (île)
Pour les articles homonymes, voir Kassari.

Kassari est une île située dans le golfe de Riga, au sud-est de Hiiumaa, dans le comté de Hiiu en Estonie.

## Description
Kassari est la cinquième plus grande île d'Estonie et sa superficie est de 19 km2.
Son littoral s'étend sur 59 kilomètres. L'île n'a émergé qu'il y a environ 3 000 ans.
Il y avait autrefois deux îles sur le site de Kassari, Kassari et Orjaku, entre lesquelles passait la frontière entre Käina et Pühelepa.
Alors que le niveau de la mer commençait à monter, les îles se sont réunies pour n'en former qu'une.
Les habitants de l'île font encore une nette distinction entre les habitants de Kassari et d'Orjaku.
Le point culminant de Kassar est Vaskimägi, qui culmine à 15 mètres d'altitude.
L'île est reliée à Hiidenmaa par la route.
Il y a près de 200 habitants sur l'île et administrativement l'île fait partie de la municipalité de Hiiumaa.
Elle compte quatre villages, Esiküla, Kassari, Orjaku et Taguküla.

## Histoire
Au début du XVIIe siècle, Kassari abritait le domaine équestre de Jacob De la Gardie, qui fut transféré en 1821 au domaine d'Emmaste.
Au XIXe siècle, Kassari était séparée de Hiidenmaa par la mer.
La construction du port d'Orjaku a commencé en 1912, mais avant la Première Guerre mondiale, seuls deux brise-lames en pierre étaient achevés.
Depuis la restauration de l'indépendance de l'Estonie, le port est utilisé pour le trafic de passagers et de marchandises.

## Culture
Kassari est une station estivale renommée. Le poète Ott Arder aimait passer l'été sur l'île, Jaan Kross et Ellen Niidu y avaient une résidence d'été.
L'homme de théâtre Voldemar Panso a écrit des histoires sur l'île.
Il existe sur l'île un musée dédié à l'écrivain finlandais  Aino Kallas (1878-1956).
Aino Kallas était étroitement liée à Kassari et profitait de ses séjours d'été à Kassari et Hiiumaa pour son travail littéraire.
Pendant longtemps, le musée d'histoire locale de Hiiumaa a été situé à Kassari.

## Galerie

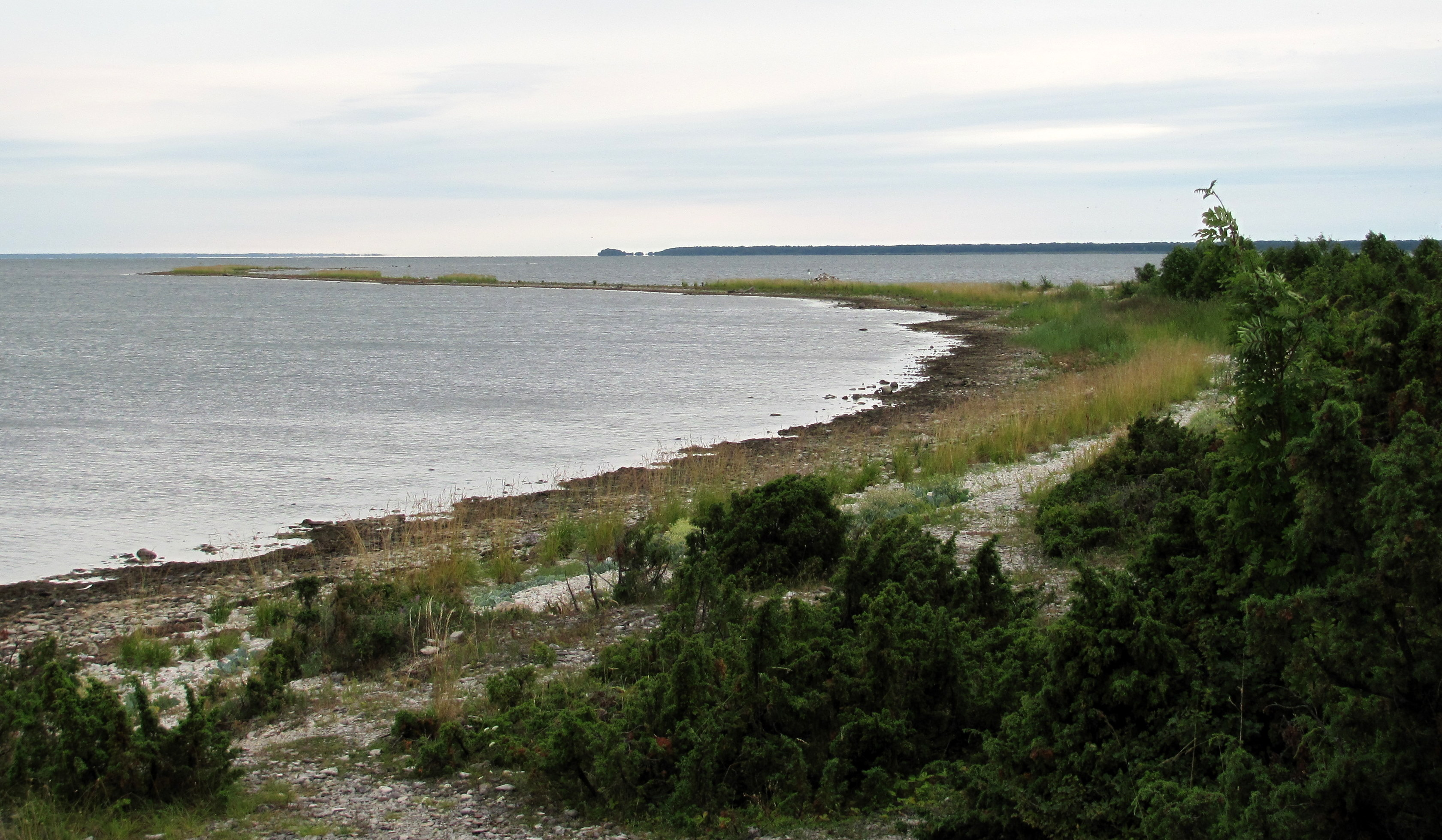
Péninsule de Sääretirp.
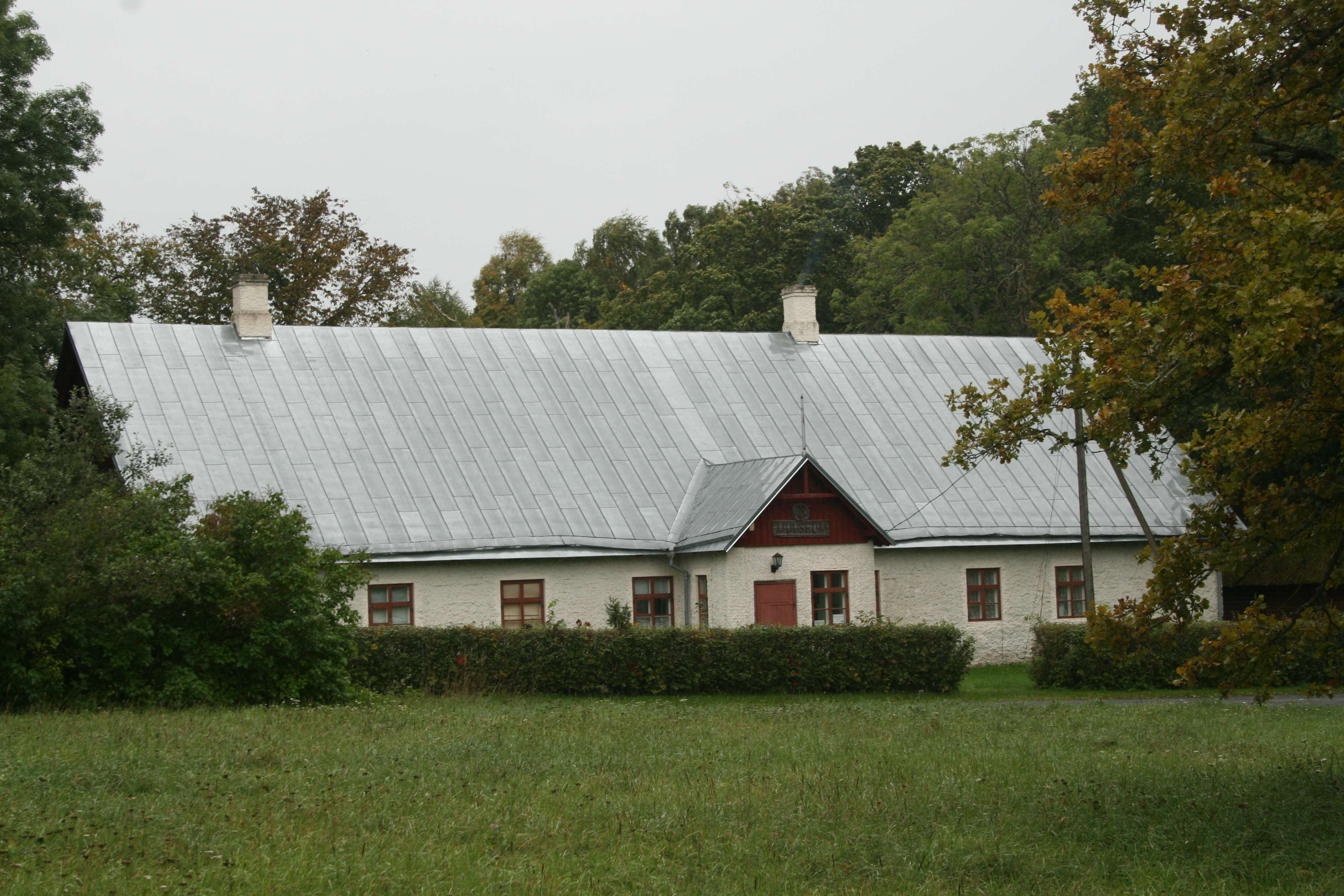
Manoir de Kassari.
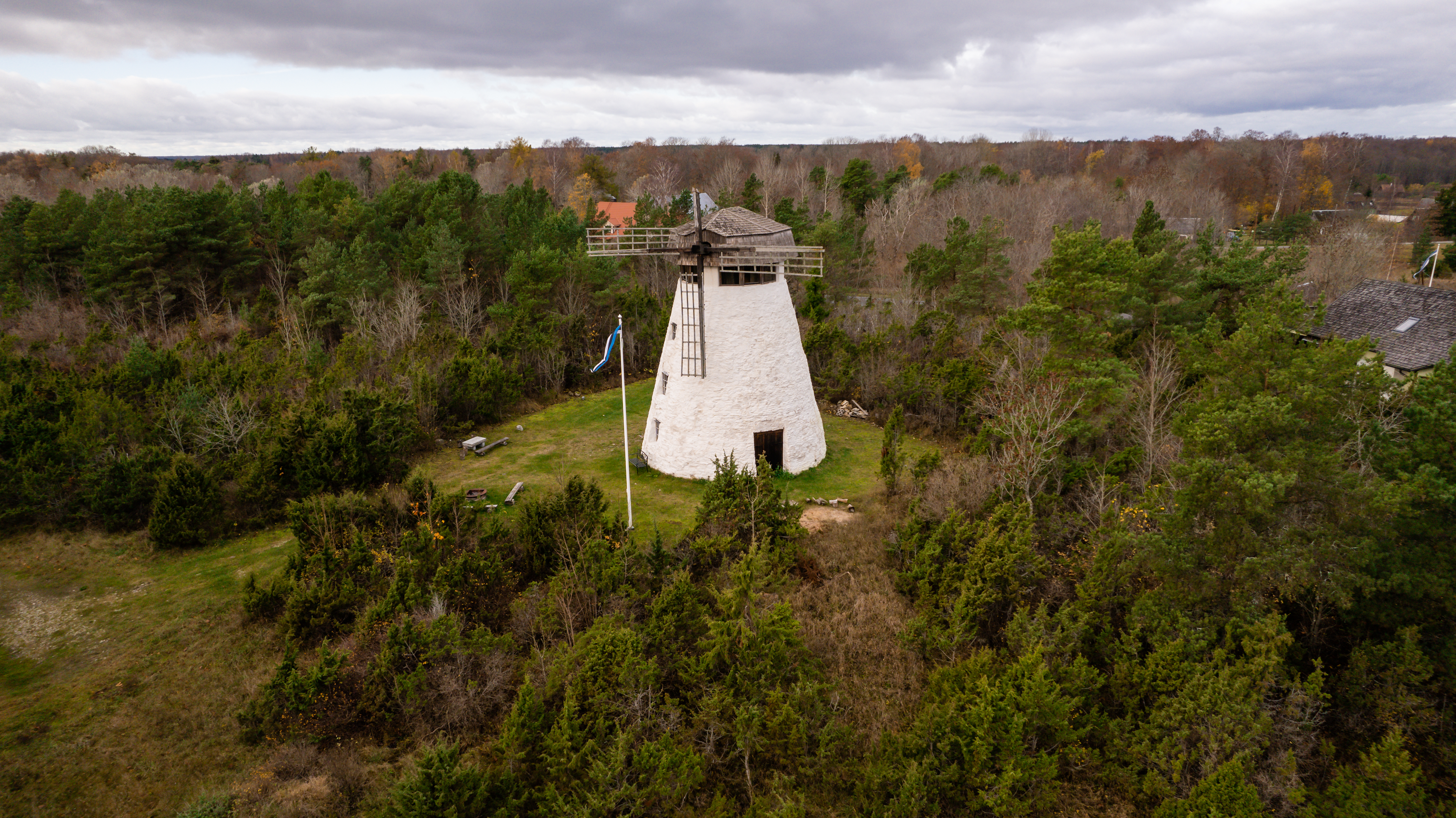
Moulin du manoir de Kassari.

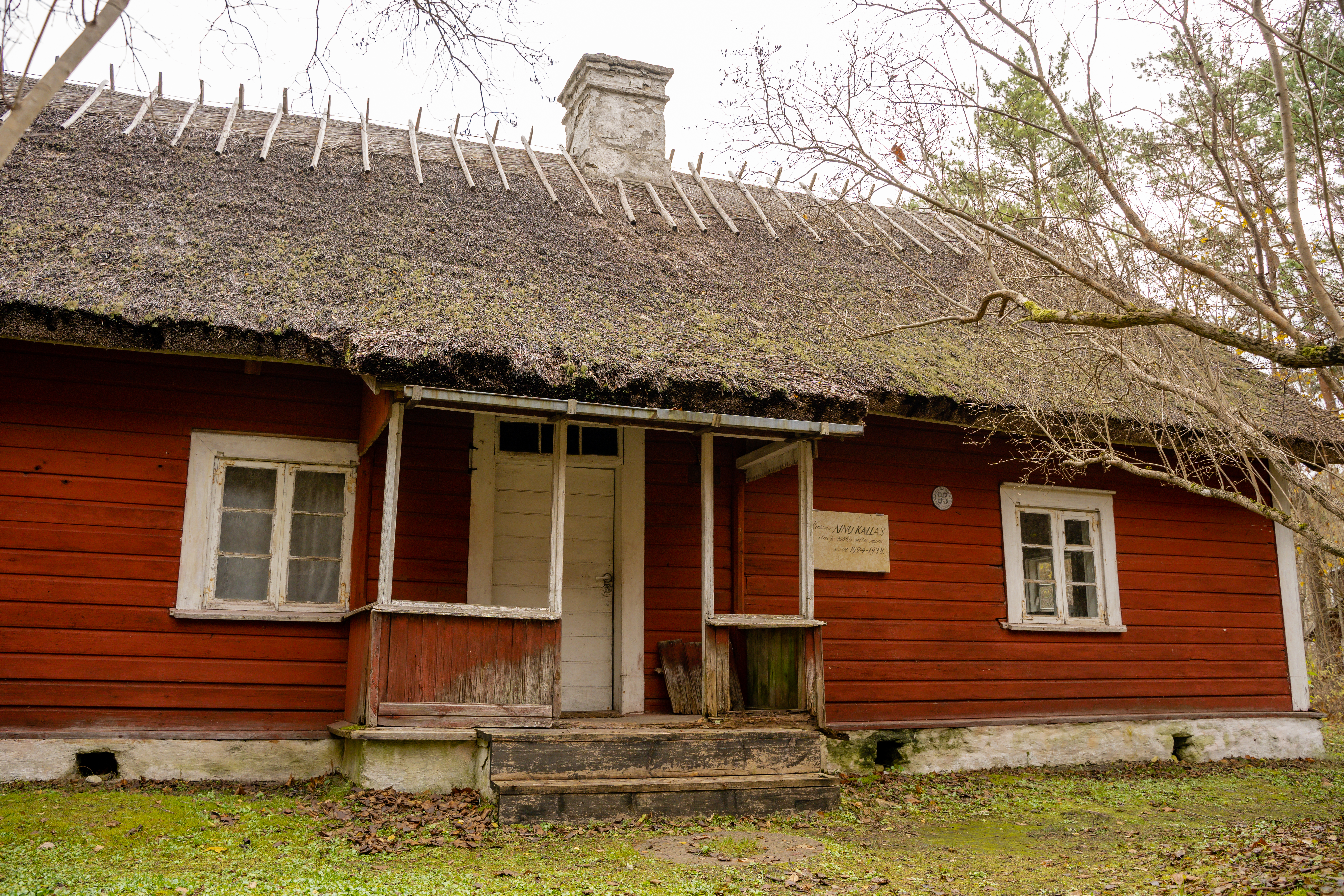
Maison d'été d'Aino Kallas.
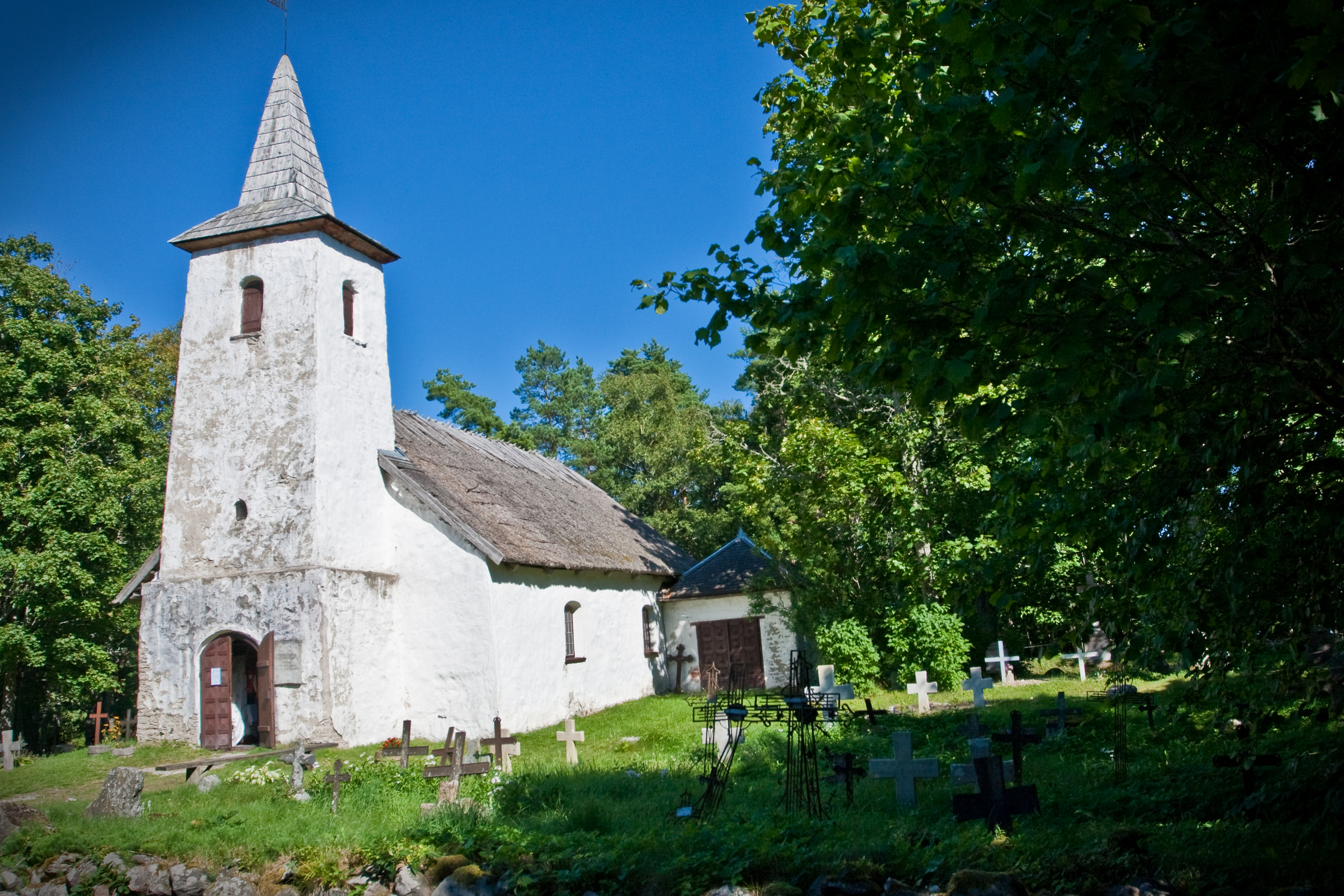
Chapelle de Kassari.
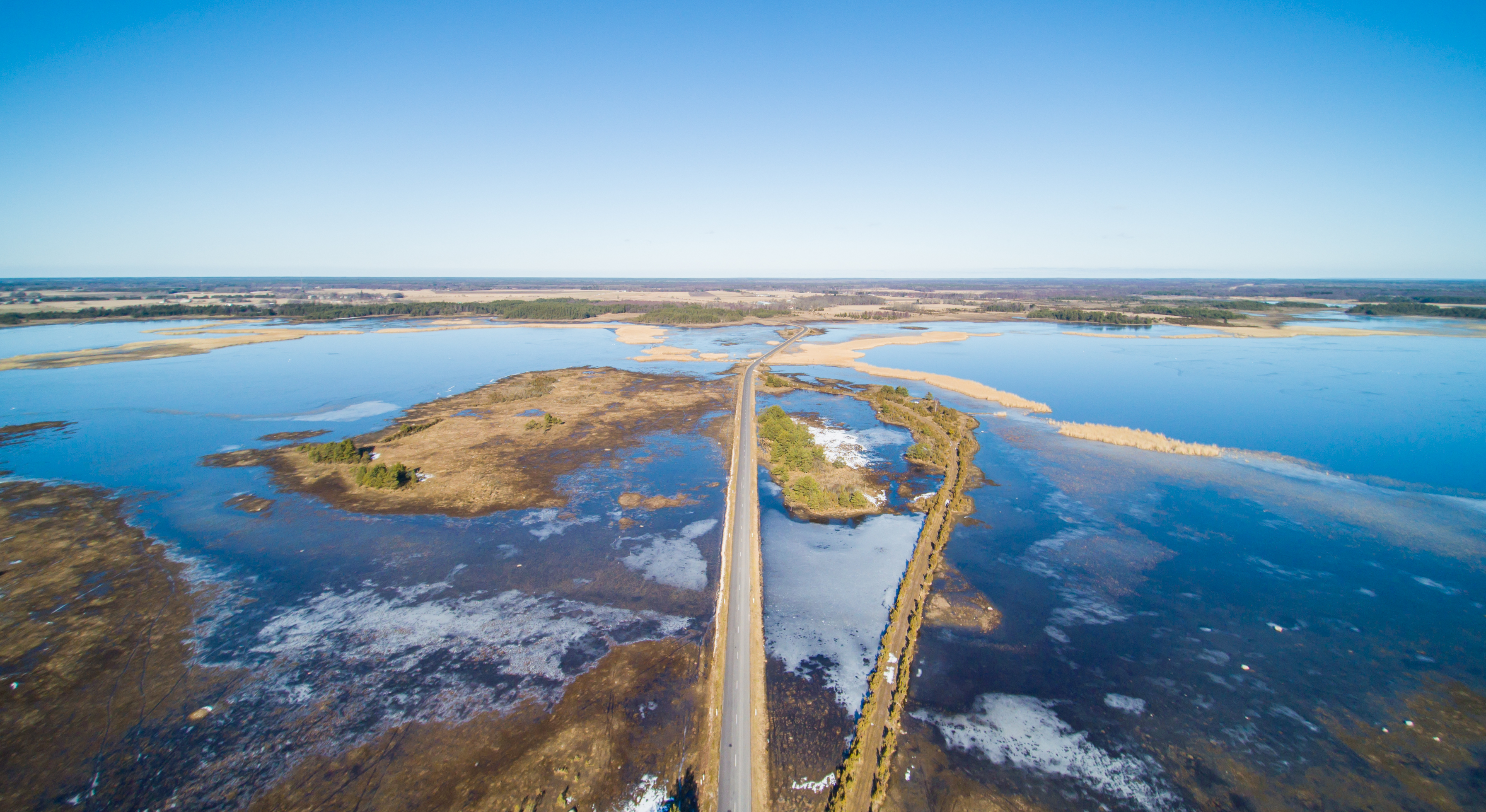
Route entre Kassari et Hiiumaa.

## Biographie
- (et) Uno Kiisa (ill. Jüri Kaarma), Kassari, Tallinn, Eesti Raamat, 1985
- (et) Kadri Tüür, Bruno Pao, Anu Pallas, Muhu, Saarenmaa, Hiidenmaa, Oomen, 2005 (ISBN 9985-9620-5-2)
- (fi) Urve Kirss, Länsi-Viron saaret, Huma, 2001 (ISBN 9985-898-58-3)
- (fi) Mäkeläinen, Tapio, Viro, kartanoiden, kirkkojen ja kukkaketojen maa, Helsinki, Tammi, 2004 (ISBN 951-31-2936-5)